# Uradni jezik
Rabo določenega uradnega jezika predpisuje približno polovica držav sveta. Nekatere imajo le en uradni jezik, denimo Albanija, Francija (čeprav domačini govorijo več jezikov), Nemčija ali Litva. Druge imajo več kot en uradni jezik, denimo Švica, Kanada, Belorusija, Paragvaj, Bolivija, Afganistan, Indija in Republika Južna Afrika.
V Sloveniji je na ozemlju celotne države uradni jezik slovenščina, v občinah, kjer živi italijanska ali madžarska manjšina, pa poleg nje še italijanščina oz. madžarščina.
Slovenščina je jezik uradnih pisem in pogovorov, učni jezik v šolah, jezik policije, sodišč in drugih uradnih ustanov. V slovenščini so napisi na prometnih tablah in javni napisi (imena ulic, ustanov). V slovenščini izhajajo sredstva množičnega obveščanja in slovenščina je jezik različnih področij kulture in znanosti.
Podobno kot v Sloveniji problem uradnega jezika rešujejo še na Hrvaškem, v Italiji, Španiji in Iraku.
Nekatere države, kot so Združene države Amerike, sploh nimajo določenega uradnega jezika, pač pa urejanje tega prepuščajo svojim podenotam. V praksi v ZDA na zvezni ravni uporabljajo angleščino, vendar tam to ni uradno določen jezik, pač pa de facto »uradni« jezik. Spet druge države, kot so Avstralija, Eritreja, Luksemburg, Švedska ali Tuvalu, pa sploh nimajo nikakršnih uradnih jezikov, čeprav se v praksi v občevanju z državo uporablja ta ali oni.
Zaradi posledic kolonializma (in/ali neokolonializma) v nekaterih afriških državah uradni jezik in jezik poučevanja (navadno francoščina ali angleščina) nista niti domača niti najbolj uporabljana jezika. V nasprotju z njimi pa je Republika Irska zaradi irskega nacionalizma uzakonila irščino kot uradni nacionalni jezik, čeprav jo danes na Irskem govori manj ljudi kot uradno njej podrejeno angleščino.
V nekaterih državah je vprašanje o izbiri in načinu rabe uradnega jezika prvovrstno politično vprašanje. Tako je Bosna in Hercegovina po osamosvojitvi in krvavi vojni namesto nekdanje jugoslovanske srbohrvaščine privzela tri uradne jezike: bošnjaščino, srbščino in hrvaščino.